# Sennenhond
De sennenhond of Zwitserse sennenhond is de aanduiding van enkele hondenrassen, die zijn oorsprong vindt in Zwitserland.
De voorlopers van deze honden werden door Zwitserse boeren gebruikt voor het drijven van vee, als herdershond en als waakhond. Nadat het belang van deze boerderijhonden minder was geworden, waren deze hondentypen aan het eind van de 19e eeuw bijna verdwenen.
Door de inzet van de Zwitserse geoloog en kynoloog Albert Heim (1849 - 1937) werd omstreeks 1900 steeds meer aandacht besteed aan deze honden. Onder leiding van Heim werd een fokprogramma gestart om tot een hondentype te komen dat meer eenheid vertoonde dan de typen tot dan toe. Als naam voor het nieuwe ras werd sennenhond gekozen, afgeleid van het Duitstalige woord Senn (m)/Senne (v), dat (alpen)herder betekent of een zomerweide in de Alpen waar de veehouder zijn vee weidde totdat hij het aan het einde van de herfst terugbracht naar de dalen.
Uiteindelijk ontstonden verschillende rashonden:
- de Appenzeller sennenhond,
- de Berner sennenhond,
- de Grote Zwitserse sennenhond en
- de Entlebucher sennenhond.

Voorbeelden van sennenhonden die de overeenkomst tussen de rassen tonen en de typische driekleurige vacht.

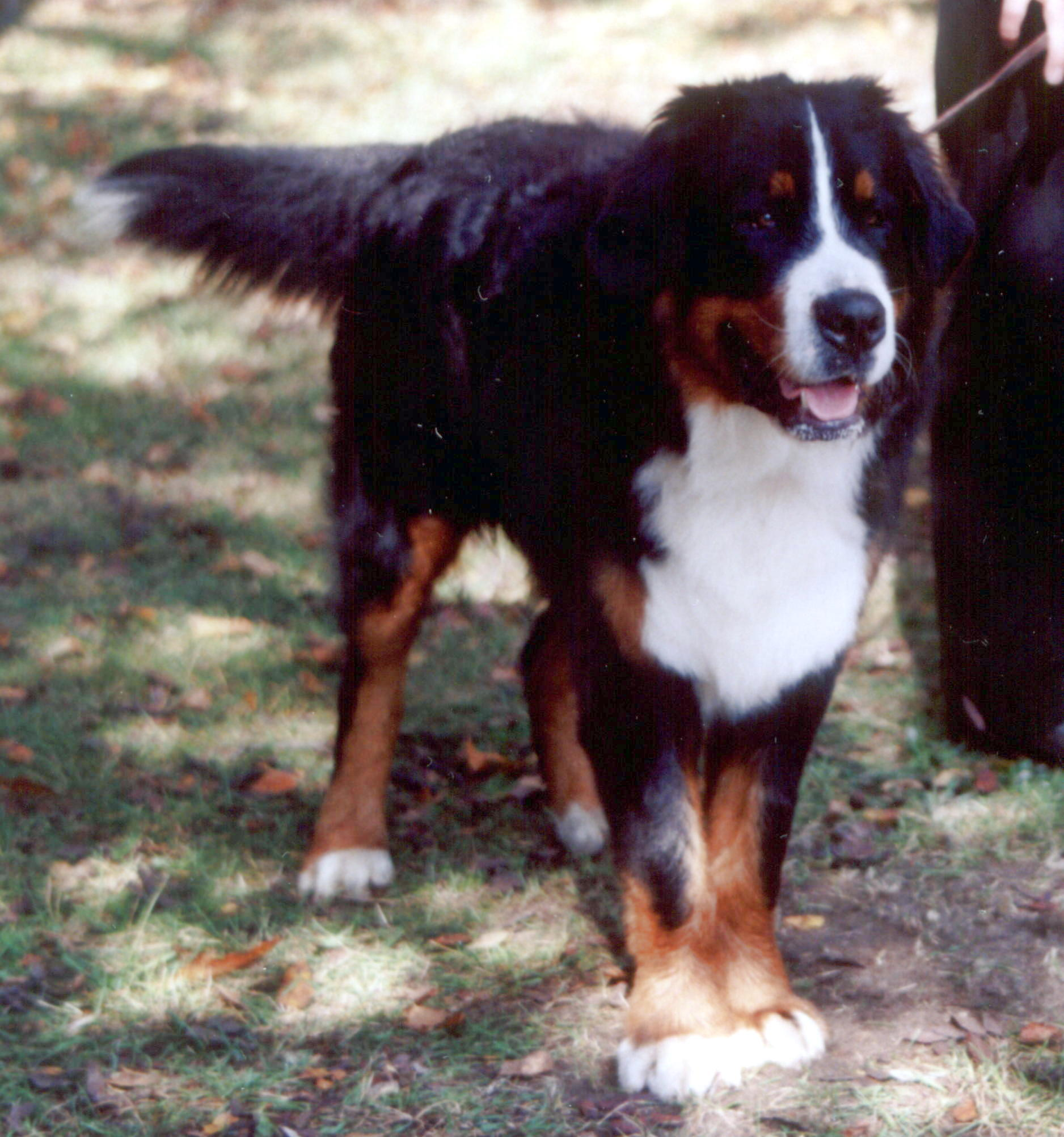
Berner sennenhond
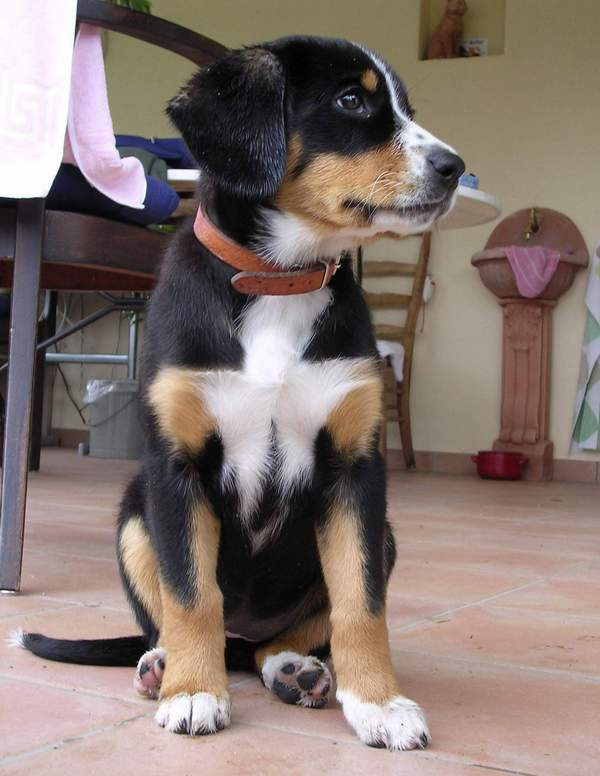
Entlebucher sennenhond
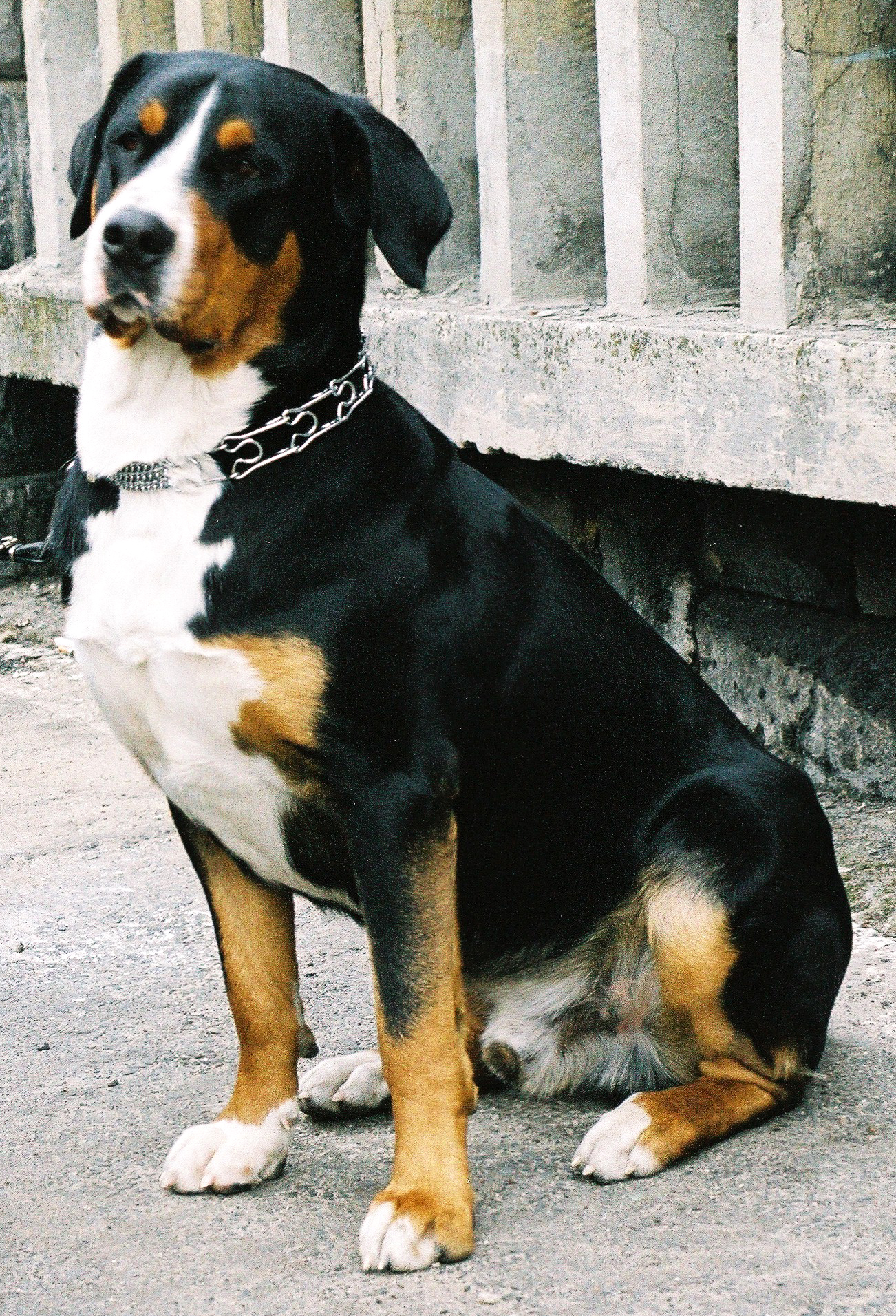
Grote Zwitserse sennenhond
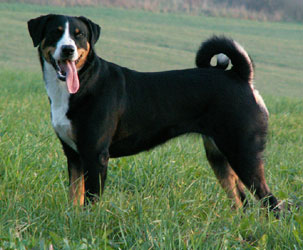
Appenzeller sennenhond

## Geschiedenis
De Zwitserse Sennenhonden, stammen af van de Romeinse Molossor honden zoals bijvoorbeeld ook de Cane Corso of Bull Mastiff. De naam van het ras komt uit de Alpen, waar het woord Senn of Senner een term is die gebruikt wordt om herders van schapen, geiten, koeien en ander vee mee aan te duiden. Een Alpenweide wordt ook wel Sennelager genoemd. 
Sennenhund betekend, hond van de Senn. Sennenhonden zijn geen normale veehonden, of herdershonden, maar werden gehouden als algemene honden, rondom het boerenbestaan. De Sennenhond kan ingezet worden als herdershond, waakhond en beschermhond voor alles rondom de boerderij. 
De waak- en bescherm functie werd vroeger ingezet, om wolven en andere grote roofdieren te verjagen om op die manier het gezin en het vee te beschermen. 
Daarnaast werd de Sennenhond ingezet om de hondenkar te trekken, voor bijvoorbeeld het brengen van de oogst naar het dorp, of het halen van boodschappen. Ook zijn er historische afbeeldingen gevonden van een Sennenhond die een kleine ploeg door het land kan trekken. In sommige landen worden de honden nog ingezet voor het trekken van karren en in America houd de Greater Swiss Mountain Dog Club of America trekdemonstraties, waarbij het record staat op 5235 pounds, oftewel 2374 kilo. 